# Трзан
Трзан  или трзна (тризна — старословенска ријеч), празан простор усред села са изворском водом. Такође представља и простор на раскршћу сеоских путева. Задржали су се као топоними, нарочито у Босни.

## Поријекло ријечи
Ријеч трзна потиче од старословенске ријечи тризна. Тризна је игра ратничких вјештина, која се приређивала у славу и помен заслужним покојницима пре њиховог спаљивања. Среће се у руском, украјинском и чешком језику, док је у другим словенским језицима нема. Изузетно је једанпут записана у једном хомилијару из 1574. године, који се чува у манастиру Св. Јована под Овчаром у Србији. По Несторовој хроници (1056—1116): „Аште ко умрјаше, творјаше тризну над ним.“ Ово су разлози по којима се изводи закључак да су босански назив трзан и трзна остатак старословенског обичаја тризне, који се приређивао уз свечане игре.

## Народни обичај
Трзна је сеоско зборно мјесто. Ту су се људи састајали, разговарали, забављали уз игру и пјесму. Ту су се одржавале лиле и друге обредне манифестације.